# Simon Poulsen
Simon Busk Poulsen, född 7 oktober 1984 i Sønderborg, är en dansk före detta fotbollsspelare som spelade som vänsterback.

## Klubbkarriär
Den 31 januari 2017 återvände Poulsen till SønderjyskE.

## Landslagskarriär
Han debuterade för Danmarks landslag den 28 mars 2007 i en 0–1 förlust mot Tyskland.